# 利德山
70°30′S 65°33′E / 70.500°S 65.550°E
利德山（英語：Mount Lied）是南極洲的山峰，位於麥克羅伯特森地，屬於查爾斯王子山脈中波爾托斯山脈的一部分，處於梅爾芬山東北面13公里，於1956年由澳大利亞探險隊發現，現時由南極條約體系管理。